# Metastrongylus pudendodectus
Metastrongylus pudendodectus är en rundmaskart som beskrevs av Wostokow 1905. Metastrongylus pudendodectus ingår i släktet Metastrongylus och familjen Metastrongylidae. Arten är reproducerande i Sverige. Inga underarter finns listade i Catalogue of Life.